# Кодекс братана
Ко́декс братана́ (англ. bro code) — збірна назва норм і правил поведінки для друзів чоловічої статі, зокрема між представниками бро-субкультури. Вираз був усталений і поширений персонажем телесеріалу «Як я зустрів вашу маму» Барні Стінсоном. Кетрін Коннор Мартін, очільниця створення та розробки матеріалів для Oxford Dictionaries, назвала Стінсона «квінтисенцією певної версії сучасного бро».

## Поняття

### Ранні згадки
Поняття неписаного зводу правил, що визначають відносини між друзями чоловічої статі, наявне в поп-культурі принаймні з 1991 року. В епізоді «The Stranded» серіалу «Сайнфелд», що був вперше показаний 27 листопада того року, Джеррі Сайнфелд розповідає у своєму стенд-апі наступний монолог:
|  | Усі плани між чоловіками заздалегідні. Якщо у чоловіка ненароком з'являється можливість позалицятися з дівчиною, то ці два хлопці наче ніколи в житті й не зустрічалися. Це чоловічий кодекс. І байдуже, наскільки важливі домовленості [...]Оригінальний текст (англ.) All plans between men are tentative. If one man should suddenly have an opportunity to pursue a woman, it's like these two guys never met each other ever in life. This is the male code. And it doesn't matter how important the arrangements are [...] |

### «Братани понад бабів»
«Братани понад бабі́в» (англ. «bros before hoes»; тобто «друзі понад дівчат») — це відомий вульгарний сленговий вираз, який полягає в тому, що чоловікам не слід розривати стосунки зі своїми «братанами» задля романтичних стосунків із жінками.
Вислів «братани понад бабів» часто позначають «золотим правилом» чоловічої дружби, принаймні з 2001 року він набув широкої популярності. Його вжив Майкл Скотт в епізоді «A Benihana Christmas» серіалу «Офіс», а згодом цей вислів популяризував Барні Стінсон.

## «Кодекс Братана»
Натхненні концепцією «братанського кодексу», що її вони розвинули у своєму ситкомі «Як я зустрів вашу маму», творці Картер Бейз і Томас Крейг, а також один зі сценаристів шоу Метт Кун, написали книгу «Кодекс Братана». Опублікована видавництвом Simon & Schuster книга містить 150 правил, записаних у вигляді статей, які регулюють, що слід і не слід коїти «братанам». Крім того, книга була підписана Барні Стінсоном, причому Кун, що писав записи згадуваного в серіалі блога Барні, був також зазначений серед авторів. Книга була вперше показана в епізоді «Коза» Грейг Даймонд із CBC.ca називає книгу «жартівливим довідником з етикету для хтивих чуваків».